# Chavornay (Vaud)
Chavornay es una comuna suiza del cantón de Vaud, situada en el distrito de Jura-Nord vaudois. Limita al norte con la comuna de Essert-Pittet, al este con Suchy y Corcelles-sur-Chavornay, al sureste con Penthéréaz, al sur con Bavois, al suroeste con Arnex-sur-Orbe, y al oeste con Orbe.
La comuna formó parte hasta el 31 de diciembre de 2007 del distrito de Orbe, círculo de Orbe.

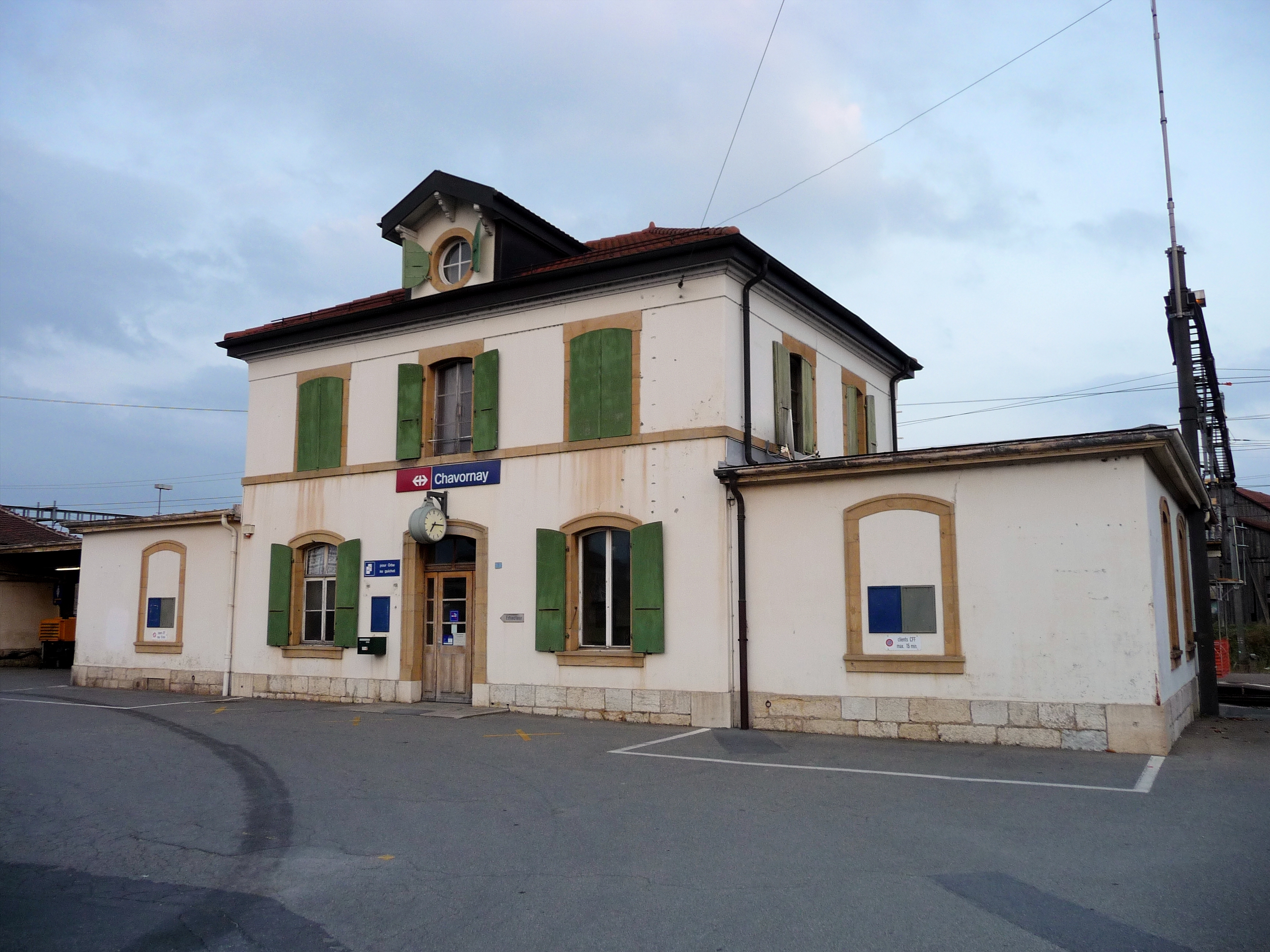
Estación del tren, Chavornay.